# Diodon hystrix

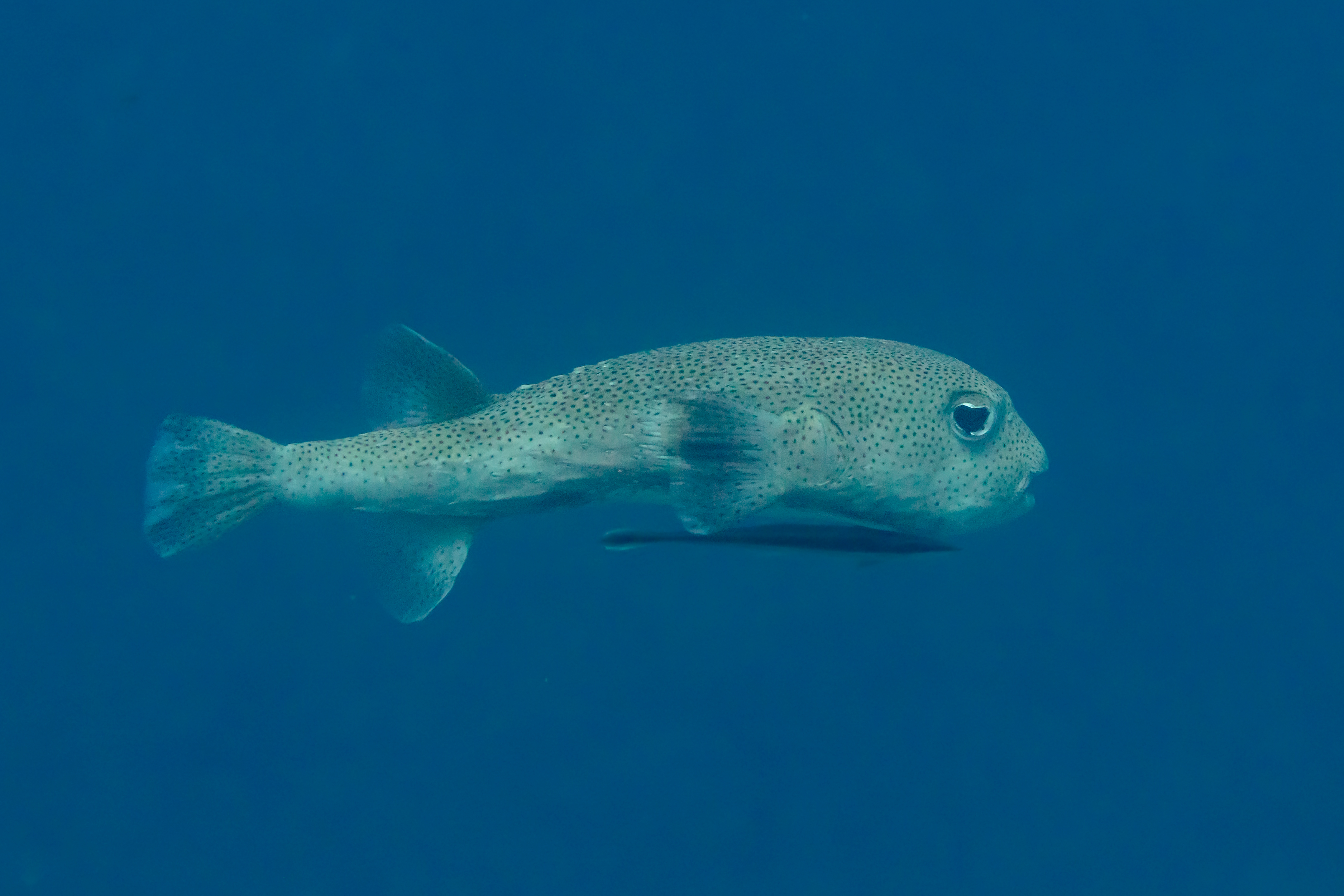
Ejemplar en Zanzíbar, Tanzania.

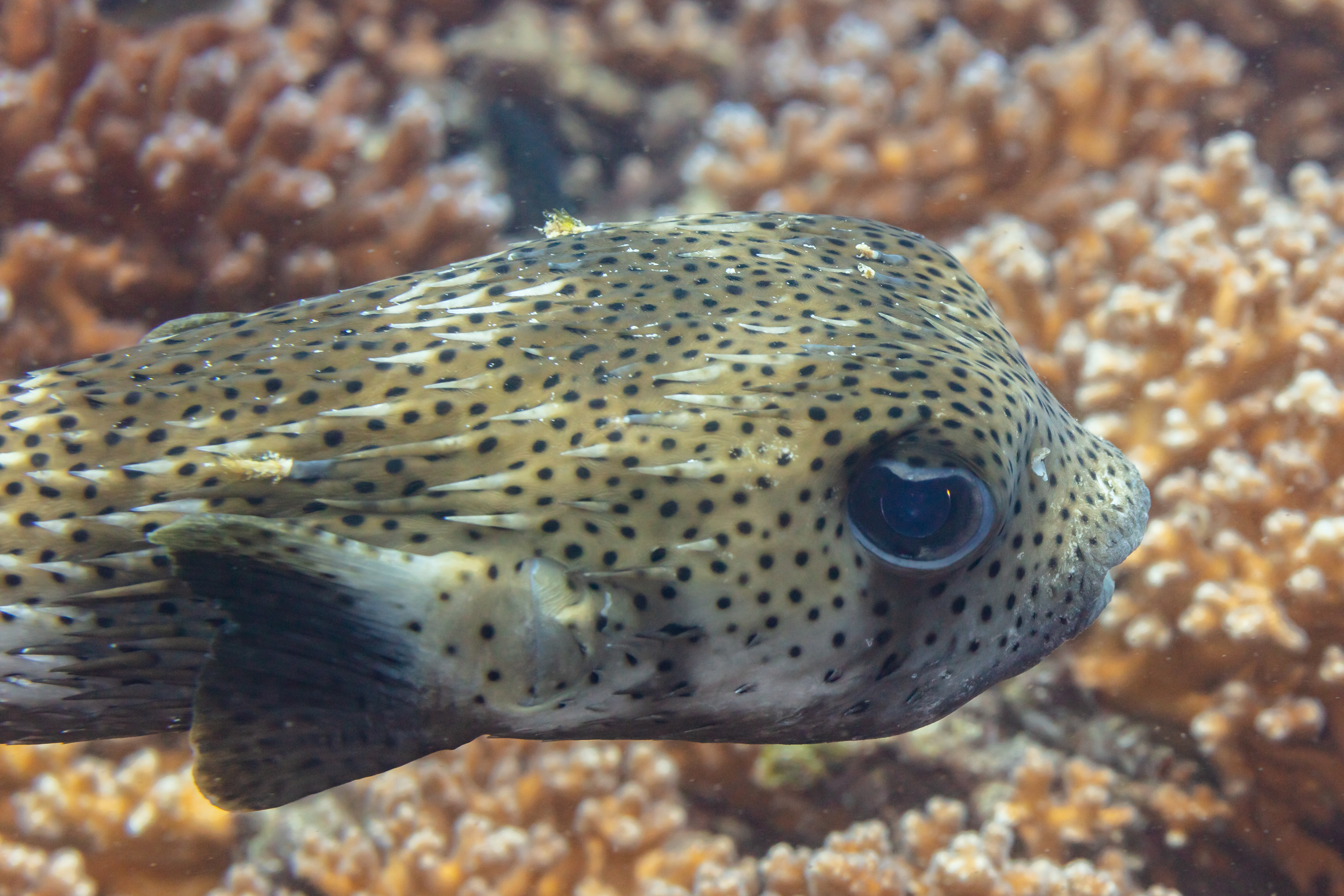
Primer plano.

El pez erizo moteado (Diodon hystrix) es una especie de peces de la familia Diodontidae en el orden de los Tetraodontiformes. Este simpático habitante del arrecife de coral ha desarrollado increíbles estrategias para defenderse de sus predadores, ya que su cuerpo está cubierto de espinas.

## Morfología
Los machos pueden llegar alcanzar los 91 cm de longitud total y 2.800 g de peso.

## Alimentación
Come invertebrados de cáscara dura. Principalmente Braquiuros, moluscos bivalvos y gasterópodos. 

## Depredadores
Es depredado por la lampuga ( Coryphaena hippurus ).

## Hábitat
Es un pez de mar de clima subtropical y asociado a los  arrecifes de coral que vive entre 2-50 m de profundidad.

## Distribución geográfica
Se encuentran en todos los  océanos de clima tropical, incluyendo el Mar Mediterráneo.

## Observaciones
No se puede comer ya que es  venenoso para los humanos.